# Oji Paper
Oji Holdings Corporation (王子ホールディングス株式会社?, Ōji Hōrudingusu Kabushiki-kaisha) (TYO: 3861), noto col nome commerciale di Oji Paper, è un'industria giapponese, principale produttore di carta e di prodotti cartacei del paese, terzo gruppo a livello mondiale del settore.

## Storia
L'azienda è stata fondata il 12 febbraio 1873 dagli industriali Shibusawa Eiichi e Shoshi Kaisha (抄紙会社?). Inizialmente aveva sede ad Ōji (da cui prese il nome) per poi spostarsi nel 1889 a Shizuoka.
Nel 1933 l'azienda si fuse con la Fuji Paper e la Karafuto Industries creando la più grossa impresa nazionale del paese, controllando l'ottanta percento del mercato giapponese della carta. Al termine della seconda guerra mondiale le forze occupanti imposero diverse leggi (tra cui una legge antitrust) che portò allo smembramento della compagnia in tre aziende separate chiamate Tomakomai, Jujo, e Honshu.
La Tomakomai riprese il nome originale nel 1952 iniziando una politica di espansione che la portò nel corso degli anni ad acquisire il controllo della Kita Nippon, della Nippon Pulp e della Toyo Pulp.
Nel 1996 fu acquistata anche la Honshu Paper, riunendo due delle tre compagnie originarie.
Nel 2012 la Oji Paper si è trasformata in una holding cambiando nome in Oji Holdings Corporation. Nonostante il cambio di nome la società continua ancora a vendere i propri prodotti sotto il vecchio nome.

## Attività sportive
La compagnia è proprietaria della squadra di hockey su ghiaccio delle Oji Eagles. La squadra milita nella Asia League Ice Hockey, che si è aggiudicata due volte (2008 e 2012). In precedenza aveva vinto anche 13 edizioni del Campionato giapponese di hockey su ghiaccio.